# Cateter

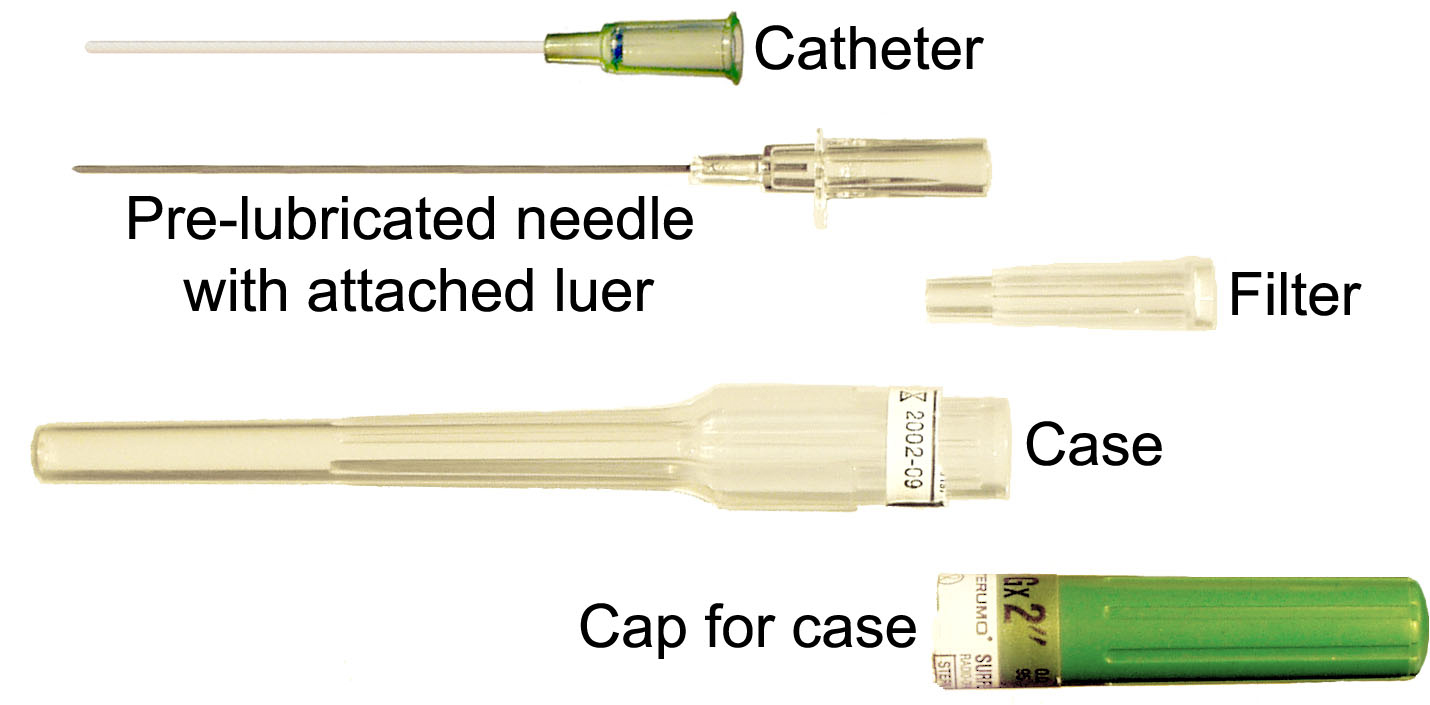
Cateter dezasamblat

În medicină, un cateter este un tub subțire realizat din materiale medicale care deservesc o gamă largă de funcții. Cateterele sunt dispozitive medicale care pot fi introduse în organism pentru a trata boli sau pentru a efectua o procedură chirurgicală. Prin modificarea materialului sau ajustarea modului în care cateterele sunt fabricate, este posibil să se adapteze catetere pentru aplicații cardiovasculare, urologice, gastro-intestinale, neurovasculare și oftalmice.
Cateterele pot fi inserate într-o cavitate corporală, conductă sau vas. Funcțional, ele permit drenaj, administrarea de fluide sau gaze, accesul prin instrumente chirurgicale, și, de asemenea, efectua o mare varietate de alte sarcini, în funcție de tipul de cateter. Procesul de inserare a unui cateter este "cateterizare". În cele mai multe utilizări, un cateter este un tub subțire, flexibil (cateter "moale"), deși catetere sunt disponibile în diferite niveluri de rigiditate, în funcție de cerere. Un cateter lăsat în interiorul corpului, temporar sau permanent, poate fi denumit "cateter interior" (de exemplu, un cateter central introdus periferic). Un cateter introdus permanent poate fi denumit "permcath" (inițial o marcă comercială).

## Utilizări

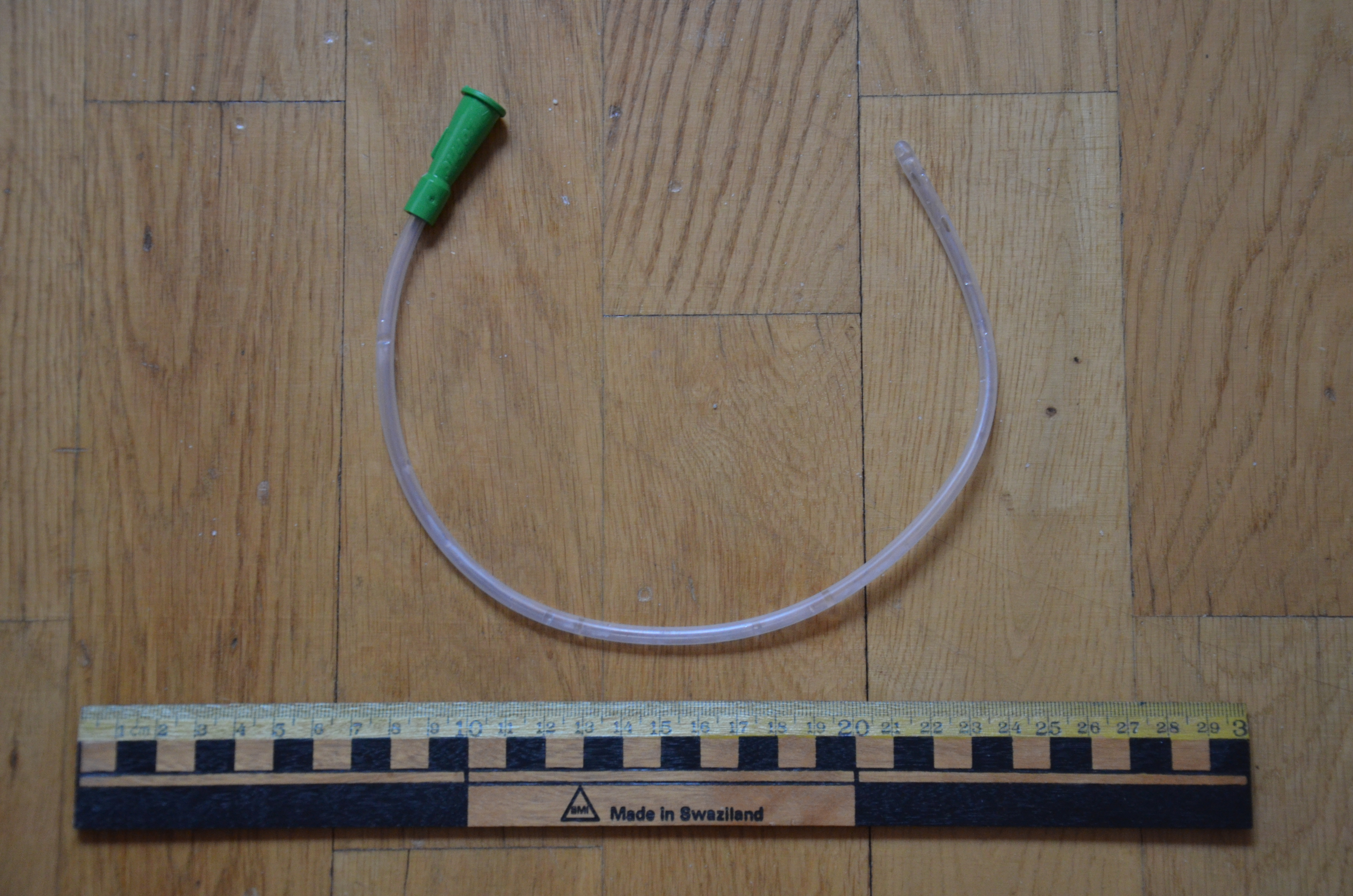
Cateter urinar de unică folosință, 40 cm

Plasarea unui cateter într-o anumită parte a corpului poate permite:
- cateter urinar: drenarea urinei din vezica urinară ca în cateterizarea urinară, de exemplu, cateter intermitent[2] sau cateter Foley sau chiar atunci când uretra este deteriorată ca în cateterizare suprapubiană.
- drenaj de urină din rinichi prin percutanat (prin piele) nefrostomie
- drenarea colecțiilor de lichide, de exemplu un abces abdominal
- cateter cu coadă de porc: utilizat pentru a drena aerul din jurul plămânului (pneumotorax)
- administrarea intravenoasă de fluide, medicație sau nutriție parenterală cu un cateter venos periferic
- angioplastie, angiografie, balon septostom, sinuplastie (procedură), testarea electrofiziologiei cardiace, cateter de ablatie. Adesea se utilizează tehnica Seldinger
- măsurarea directă a tensiunii arteriale într-o arteră sau venă
- măsurarea directă a presiunii intracraniene
- administrarea de medicamente anestezice în spațiul epidural, spațiul subarahnoid sau în jurul unui pachet nervos major, ar fi plexul brahial
- administrarea de oxigen, agenți anestezici volatili, și alte gaze de respirație în plămâni folosind un tub traheal
- administrarea de insulină subcutanat sau alte medicamente, cu utilizarea unui set de perfuzie și pompa de insulină
- Un cateter venos central este o conductă pentru a da medicamente sau fluide într-un cateter cu țeavă mare poziționat fie într-o venă în apropierea inimii sau doar în interiorul atriumului.
- Un Cateter Swan-Ganz este un tip special de cateter plasat în artera pulmonară pentru măsurarea presiunilor în inimă.
- Un cateter transfer de embrioni este conceput pentru a introduce embrioni fertilizați din fertilizare in vitro în uter. Acestea pot varia în lungime de la aproximativ 150 to 190 mm.
- O linie ombilicală este un cateter utilizat în unitatea de terapie intensivă neonatală (NICU) oferind acces rapid la circulația centrală a  sugarilor prematuri.
- Un adaptor Tuohy-Borst este un dispozitiv medical utilizat pentru atașarea cateterelor la diverse alte dispozitive.
- Un cateter Quinton este un lumen dublu sau triplu, cateter extern utilizat pentru hemodializă.
- Un cateter intrauterin, ar fi un dispozitiv cunoscut sub numele de tom cat, poate fi folosit pentru a insera sperma special spălate direct în uter în inseminare artificială. Un medic este necesar pentru a administra această procedură.
- Un cateter Whiz este un dispozitiv de grad medical care nu are nevoie să fie introdus, dar este o conductă pentru trecerea urinei la femeile care sunt cu mobilitate redusă și pot fi conectate la un sac de drenaj sau sticla

## Istorie

### Inventatorii antici

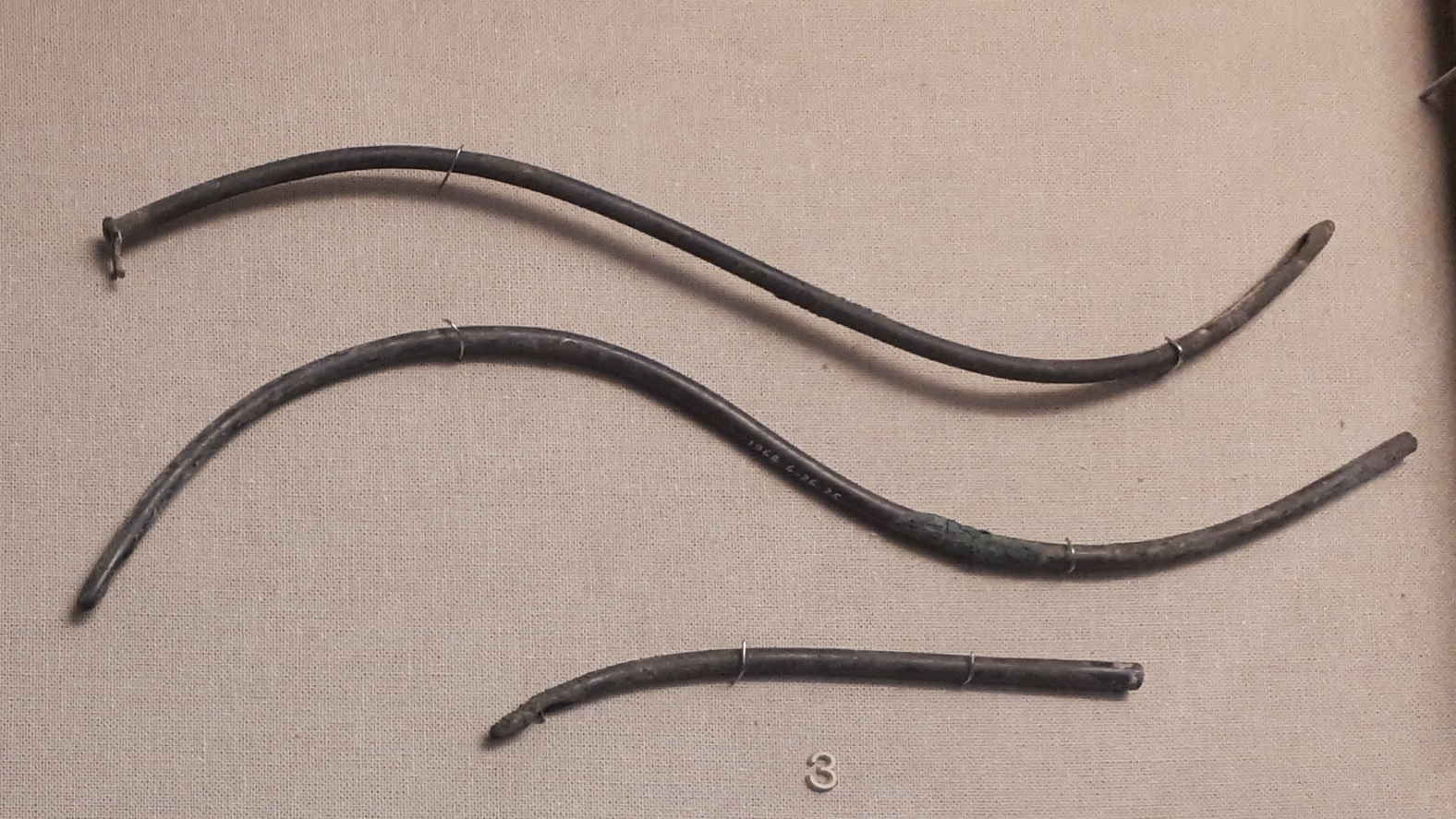
Catetere din Imperiul Roman, secolul I d.Hr.

Chinezii antici foloseau tulpini de ceapă, romanii, hindușii și grecii foloseau tuburi din lemn sau metale prețioase.
Vechi sirieni au creat catetere din tulpini de trestie. "Cateter" (din greacă καθετنρ kathetḗr) se referea inițial la orice instrument care a fost introdus, cum ar fi o mufă. Provine de la verbul grecesc καθιεμαι kathíemai, care înseamnă "dezamăgit", deoarece cateterul a permis fluidului să fie "dezamăgit" din organism.

### Modern
Cea mai veche invenție a cateterului flexibil a fost în secolul al XVIII-lea.  Extinzându-și inventivitatea la problemele medicale ale familiei sale, Benjamin Franklin a inventat cateterul flexibil în 1752, când fratele său John suferea de pietre la vezică. Cateterul lui Franklin a fost realizat din metal cu segmente în balamale, împreună cu un fir închis pentru a oferi rigiditate în timpul inserției.
Conform unei note de subsol din scrisoarea sa din volumul 4 al lucrărilor lui Benjamin Franklin (1959), Franklin îl consideră pe Francesco Roncelli-Pardino din 1720 inventatorul unui cateter flexibil. De fapt, Franklin susține că cateterul flexibil ar fi putut fi proiectat chiar mai devreme..
O aplicare modernă timpurie a cateterului a fost folosită de Claude Bernard în scopul cateterizării cardiace în 1844. Procedura a presupus introducerea ventriculelor unui cal prin vena jugulară și artera carotidă. Acest lucru pare a fi o aplicare mai devreme și moderne ale cateterului, deoarece această tehnică de abordare cateter este încă efectuată de neurochirurgi, cardiologi, și chirurgi cardiotoracice.
David S. Sheridan a fost inventatorul cateterului modern de unică folosință în 1940. În timpul vieții sale, el a început și a vândut patru companii de catetere și a fost numit "Regele Cateterului" de către  Forbes revista în 1988. El este, de asemenea, creditat cu inventarea moderne "de unică folosință" din plastic tub endotraheal acum utilizate în mod obișnuit în chirurgie. Înainte de invenția sa, tuburile roșii de cauciuc au fost folosite, sterilizate și apoi reutilizate, care au avut un risc ridicat de infecție și, astfel, au dus adesea la răspândirea bolii. Ca urmare, dl Sheridan este creditat cu salvarea a mii de vieți.
La începutul anilor 1900, un Dubliner pe nume Walsh și un celebru urinolog scoțian pe nume Norman Gibbon au făcut echipă pentru a crea cateterul standard folosit în spitale astăzi. Numit după cei doi creatori, se numea cateterul Gibbon-Walsh. Cateterele Gibbon și Walsh au fost descrise și avantajele lor față de alte catetere arătate. Cateterul Walsh este deosebit de util după prostatectomie pentru că drenează vezica urinară fără infecție sau retenție de cheaguri. Cateterul Gibbon a obsitat în mare măsură necesitatea efectuării prostatectomiei de urgență. De asemenea, este foarte util în cazurile de uretral fistula. O procedură simplă, ar fi dilatarea uretrei și trecerea unui cateter Gibbon provoacă adesea ca fistula să se închidă. Acest cateter este, de asemenea, de utilizare în tratamentul stricturii uretrale și, ca măsură temporară, în tratamentul retenției urinei cauzate de carcinom al prostatei.

## Materiale
O serie de polimeri sunt utilizați pentru construcția de catetere, inclusiv cauciuc siliconic, nailon, poliuretan, tereftalat de polietilenă (PET), latex] și elastomero termoplastico. Siliconul este una dintre cele mai frecvente alegeri implantabile, deoarece este inert și nereactiv la fluidele corporale și o serie de fluide medicale cu care ar putea intra în contact.  Pe de altă parte, polimerul este slab mecanic, și o serie de fracturi grave au avut loc în catetere. De exemplu, siliconul este utilizat în cateterul Foley în cazul în care fracturile au fost raportate, necesitând adesea o intervenție chirurgicală pentru a elimina vârful lăsat în vezică urinară.
Polyimidele sunt utilizate pentru fabricarea cateterelor vasculare pentru inserarea în vase mici în gât, cap și creier.
Există multe tipuri diferite de catetere pentru probleme ale vezicii urinare. Un cateter intermitent tipic modern este fabricat din poliuretan și vine în diferite lungimi și dimensiuni pentru bărbați, femei și copii. Cateterele cele mai avansate au un strat subțire hidrofil de suprafață. Atunci când este scufundat în apă acest strat se umflă la un film neted, alunecos ceea ce face cateterul mai sigur și mai confortabil pentru a-l insera. Unele catetere sunt ambalate într-o soluție salină  sterilă.

## Proceduri intervenționale

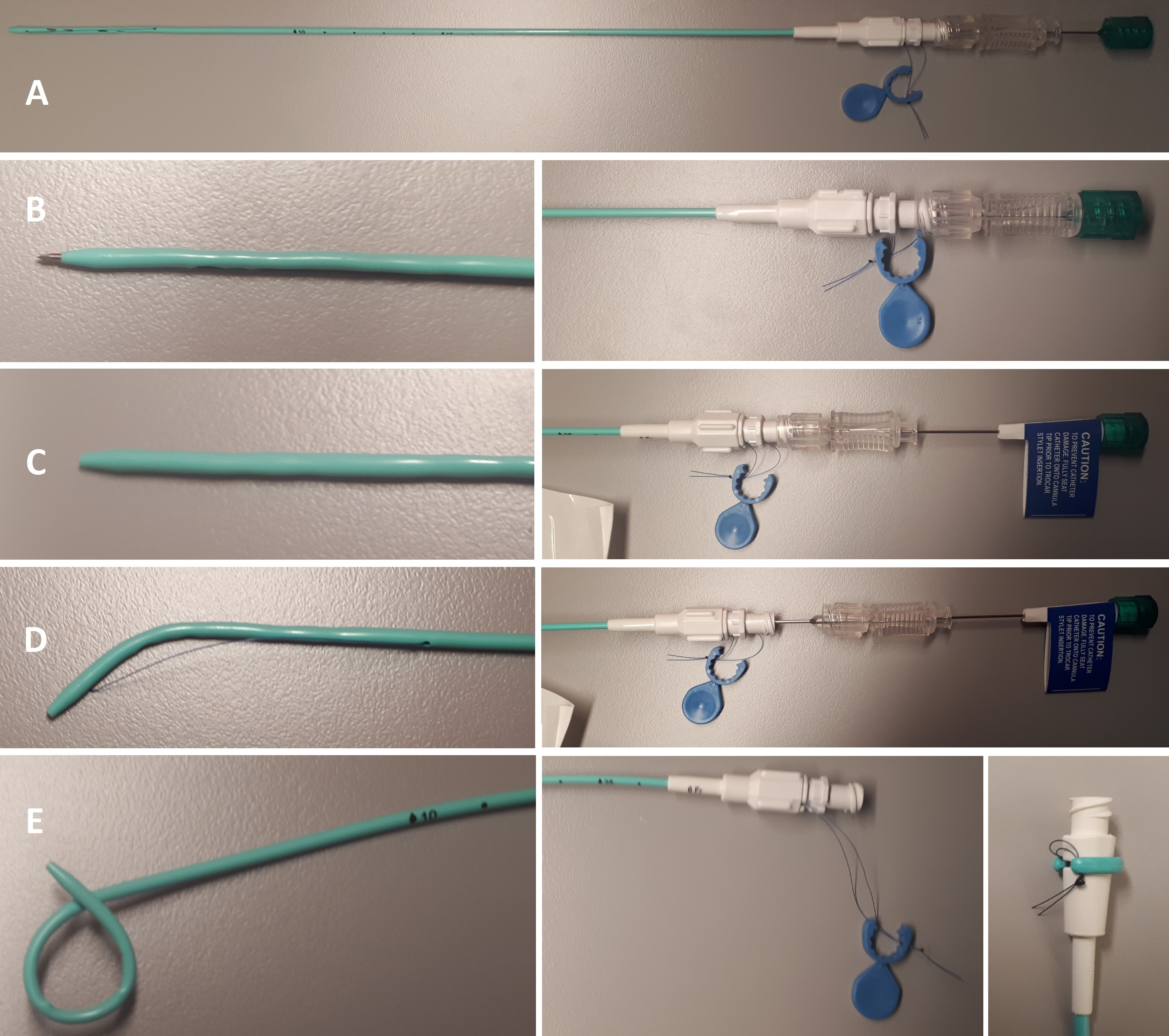
Diferite setări ale unui 6 Franceză cateter coadă de porc cu șir de blocare, obturator (de asemenea, numit "canula rigidizare") și ac de puncție.
A. Prezentare generală
B. Atât acul de puncție, cât și obturatorul s-au activat, permițând inserarea directă.
C. Acul de puncție s-a retras. Obturator angajat. Utilizat, de exemplu, în avansarea constantă a cateterului pe un fir de ghidare.
D. Atât obturatorul, cât și acul de puncție s-au retras, atunci când cateterul este în vigoare.
E. Șirul de blocare este tras (centrul de jos) și apoi înfășurat și atașat la capătul superficial al cateterului.

Diferite vârfuri de cateter pot fi folosite pentru a ghida cateterul în vasul țintă.
Cateterizarea cardiacă (cath cardiace sau cath inima) este o procedură pentru a examina cât de bine lucrează inima cuiva. Un tub subțire, gol numit cateter este introdus într-un vas de sânge mare, care duce la inimă. Un cath cardiac oferă informații cu privire la cât de bine funcționează inima, identifică problemele și permite proceduri pentru a deschide arterele blocate. Medicul va face o puncție ac prin piele și într-un vas de sânge mare. În vas va fi introdus un tub mic de mărimea unui pai (denumit teacă). Medicul va ghida ușor un cateter (un tub lung, subțire) în vasul pacientzlui prin teacă. Un ecran video va arăta poziția cateterului, deoarece este filetat prin vasele de sânge majore și la inima. S-ar putea ca pacientul să simtă o oarecare presiune în zona inghinală, dar nu ar trebui să simtă nici o durere.
Diverse instrumente pot fi plasate la vârful cateterului. Acestea includ instrumente pentru măsurarea presiunii sângelui în fiecare cameră a inimii și în vasele de sânge conectate la inimă, vederea interiorului vaselor de sânge, prelevarea de probe de sânge din diferite părți ale inimii sau preluarea unei probe de țesut (biopsie) din interiorul inimii.
Cateterul utilizat pentru hemodializă este un cateter tunel, deoarece este plasat sub piele. Există două tipuri de catetere tunel: încătușate sau ne încătușate. Cateterele tunelate ne încătușate sunt utilizate pentru situații de urgență și pentru perioade scurte de timp (până la 3 săptămâni). Cateterele cu manșete tunel, un tip recomandat de NKF pentru acces temporar, pot fi utilizate pentru mai mult de 3 săptămâni atunci când:
- a fost plasată o fistulă sau o grefă AV, dar nu este încă gata de utilizare.
- Nu există alte opțiuni pentru acces permanent. De exemplu, atunci când vasele de sânge ale unui pacient nu sunt suficient de puternice pentru o fistulă sau grefă.
Cateterele au două deschideri în interior; una este o deschidere roșie (arterială) pentru a extrage sânge din venă și din corpul dumneavoastră în vederea dializei, iar cealaltă este o deschidere albastră (venoasă) care permite sângelui curățat să se întoarcă în corpul dumneavoastră.
Hemodializa este un tratament utilizat atunci când rinichii dumneavoastră nu reușesc (Stadiul 5 Boli de rinichi) și nu mai poate curăța sângele și elimina lichidul suplimentar din corpul dumneavoastră. Accesul la hemodializă sau vascular este o modalitate de a ajunge la sânge pentru hemodializă.

## Probleme
„Chiar și îngrijirea de rutină a pacientului, cum ar fi utilizarea cateterului, poate provoca probleme grave pacienților dacă comunicarea se strică în rândul lucrătorilor din domeniul sănătății     Cateterele sunt ascunse sub pături, astfel încât medicii nu știu automat cine folosește unul] Orice obiect străin din organism prezintă un risc de infecție, iar un cateter poate servi ca o superautostrare pentru ca bacteriile să intre în sânge sau în organism. — Milisa Manojlovich , profesor la Universitatea din Michigan School of Nursing and Institute for Healthcare Policy and Innovation”
Cateterele pot fi dificil de curățat, și, prin urmare, porturi rezistente la antibiotice sau bacterii patogene în alt mod.